# Bryum elegantulum
Bryum elegantulum är en bladmossart som beskrevs av Paul Pablo Günther Lorentz 1864. Bryum elegantulum ingår i släktet bryummossor, och familjen Bryaceae. Inga underarter finns listade i Catalogue of Life.